# 九龍巴士39M線
九龍巴士39M線是香港一條來往荃灣站與荃威花園的循環巴士路線，以荃威花園為總站，其前身九龍巴士39B線於1981年10月4日投入服務，而九龍巴士N39線則是香港一條來往荃灣站與荃威花園的通宵循環巴士路線，以荃灣站公共運輸交匯處為總站，於2015年12月29日投入服務。39M線與N39線兩條路線均取道西樓角路、大河道、青山公路－荃灣段、荃景圍與安賢街，由九龍巴士（一九三三）有限公司營運，其中39M線的全程收費為港幣$4.3，而N39線的全程收費則為港幣$5.5。

## 歷史
1981年10月4日，39M線的前身39B線投入服務，循環來往柴灣角（西）與荃灣碼頭，途經楊屋道、古坑道與沙咀道，以取代九龍巴士46B線在荃景圍的服務。1982年5月15日，39B線荃灣碼頭方向繞經西樓角路。翌日，由於地下鐵路荃灣綫通車、荃灣站公共運輸交匯處啓用，39B線的路線編號更改為39M，並取消循環運作、在荃灣碼頭方向於荃灣站公共運輸交匯處增設停站，並改為直接途經大河道，而不再繞經楊屋道、古坑道及沙咀道。同年8月20日，39M線柴灣角（西）方向也繞經荃灣站公共運輸交匯處，並在該處增設停站。1983年12月22日，由於荃灣運輸綜合大樓啓用，39M線的荃灣碼頭巴士總站遷往荃灣運輸綜合大樓。
1984年2月6日，39M線縮短至荃灣站公共運輸交匯處，而來往柴灣角（西）與荃灣碼頭的服務則由分拆出來、沿襲原39M線走線的九龍巴士39A線取代。同年7月6日，由於荃灣站公共運輸交匯處更改行車方向，39M線進出荃灣站公共運輸交匯處時均改經同日通車的西樓角路西行路段。1986年11月10日，39M線的班次加密為每5分鐘一班車，以滿足乘客需求。1989年2月27日，柴灣角（西）巴士總站改以荃威花園命名。2001年12月16日，39M線增設與途經城門隧道的巴士路線的轉乘優惠。
39M線於2003年2月15日增設空調服務，後又旋即於同年11月23日提升為全空調服務。同年12月28日，為配合荃灣站公共運輸交匯處的改善工程，39M線恢復循環運作，總站設於荃威花園，並增設兩個分站，以取代原位於荃灣站公共運輸交匯處的停站。
為方便荃景圍一帶的居民於深宵時分返回住所，九龍巴士與運輸署於《2015－2016年度巴士路線計劃》中建議開辦以荃灣站公共運輸交匯處為總站、循環來往荃威花園的N39線，以便乘客由港鐵、過境巴士或其他交通工具轉乘前往該帶。N39線於2015年12月29日投入服務，每日凌晨01:00、01:30、02:00開三班車，每半小時一班車。由於香港爆發2019冠狀病毒病疫情，N39線自2020年4月6日起一度調整為只開出兩班車，2022年3月4日起更進一步改為只提供02:00由荃灣站開出之班次，現已恢復原有服務安排。2024年3月17日，39M線增設與過海隧道巴士934線的轉乘優惠。

## 服務時間及班次
39M線每日均提供不疏於15分鐘一班車的服務，列表如下：
| 服務時間＼班次 | 星期一至五 （分鐘） | 星期六 （分鐘） | 星期日及公眾假期 （分鐘） |
| -------------- | ------------------- | --------------- | ------------------------- |
| 05:45－07:00   | 15                  | 15              | 15                        |
| 07:00－07:45   | 7－8                | 15              | 15                        |
| 07:15－08:24   | 7－8                | 10              | 12                        |
| 08:24－08:25   | 7－8                | 10              | 9                         |
| 08:25－09:30   | 7－8                | 9               | 9                         |
| 09:30－09:55   | 10                  | 9               | 9                         |
| 09:55－10:30   | 10                  | 7－8            | 9                         |
| 10:30－12:20   | 10                  | 7－8            | 7－8                      |
| 12:20－13:40   | 8                   | 7－8            | 7－8                      |
| 13:40－14:15   | 8                   | 9               | 7－8                      |
| 14:15－15:00   | 8                   | 9               | 9                         |
| 15:00－15:45   | 9                   | 9               | 9                         |
| 15:45－15:55   | 7－8                | 9               | 9                         |
| 15:55－16:30   | 7－8                | 7－8            | 9                         |
| 16:30－18:00   | 7－8                | 7－8            | 7－8                      |
| 18:00－18:35   | 7                   | 7－8            | 7－8                      |
| 18:35－22:00   | 7－8                | 7－8            | 7－8                      |
| 22:00－22:10   | 7－8                | 7－8            | 10                        |
| 22:10－22:20   | 7－8                | 10              | 10                        |
| 22:20－22:40   | 10                  | 10              | 10                        |
| 22:40－00:40   | 15                  | 15              | 15                        |

N39線每日凌晨01:00、01:30、02:00開三班車，每半小時一班車。

## 收費
39M線的全程收費為港幣$4.3，而N39線的全程收費則為港幣$5.5，兩條路線均不設分段收費。39M線與N39線兩條路線皆設有12歲以下小童及65歲或以上長者半價優惠，當中60歲－64歲香港居民、65歲或以上長者與合資格殘疾人士如以指定八達通繳付39M線或N39線的車資，均可享有長者及合資格殘疾人士公共交通票價優惠計劃提供的$2票價優惠。乘客登車時需以現金或八達通卡繳付車資，不設找贖；而每位成人乘客可免費帶同最多兩名四歲以下而且不佔座位的兒童乘車。此外，乘客亦可透過多元化電子支付系統（e度嘟）繳付車資，乘客使用此付款方式不能享有與非九龍巴士／龍運巴士路線之轉乘優惠，亦不能享有「公共交通費用補貼計劃」及「長者及合資格殘疾人士乘車優惠計劃」。

### 轉乘優惠
39M線與40、40E、40X、43P、43X、46P、46S、46X、47X、48P、48X、49X、73D、73F、73P、73X、278A、278P、278X、290、290A、290B、290E、290X等巴士路線設東行$4.2、西行$4的轉乘優惠，與47A、934等巴士路線與龍運巴士A線則設$4的雙向轉乘優惠。N39線與NA31線設機場方向$4.7、反方向$5.2的轉乘優惠，與龍運巴士A線則設$5.2的雙向轉乘優惠。

## 走線及停站
39M線由荃威花園開出，經荃景圍、青山公路－荃灣段、西樓角路、大河道、青山公路－荃灣段、荃景圍、安賢街與荃景圍返回荃威花園，而N39線則由荃灣站公共運輸交匯處開出，經西樓角路、大河道、青山公路－荃灣段、荃景圍、安賢街、荃景圍、青山公路－荃灣段、大河道與西樓角路返回荃灣站公共運輸交匯處，兩條路線均為循環運作。39M線與N39線兩條路線的具體停站請參考資訊框。